# Nişan-ı Şefkat

Bruststern des Nişan-ı Şefkat

Der Nişan-ı Şefkat (osmanisch نشان شفقت İA Nişān-ı Şefḳat, deutsch ‚Wohltätigkeitsorden‘) war ein osmanischer Orden, der nur an Frauen vergeben wurde und in drei Klassen unterteilt war. Der Stifter war Abdülhamid II., Stiftungsjahr war 1878.
Die Auszeichnung konnte für Verdienste im Krieg und bei der Hilfe während größerer Katastrophen erworben werden.

## Ordensdekoration
Die Ordensdekoration stellte eine Sonne dar. Diese war von einem Lorbeerkranz und einem Stern umgeben. Alles war am Halbmond mit Stern befestigt und hing am weißen Band.

## Ordensband
Das Ordensband war weiß und hatte einen grünroten Rand.